# يو إف سي 262
يو إف سي 262: أوليفيرا ضد تشاندلر(بالإنجليزية: UFC 262: Oliveira vs Chandler) كان حدثا لفنون القتال المختلطة نظمته يو إف سي التي أقيمت في 15 مايو 2021 في تويوتا سنتر هيوستن، تكساس الولايات المتحدة.

## الجوائز الإضافية
حصل المقاتلون على مكافآت بقيمة 50،000 دولار.
- قتال الليل: إدسون باربوزا ضد شاين بيرغوس
- أداء الليل: تشارلز أوليفيرا وكريستوس جياجوس